# Теофил Груев
Теофил Христов Груев е един от най-добрите български лекари в средата на XX в. (наричат го „професора на Южна България“), общественик, либерал-демократ, масон и антифашист.

## Биография
Роден е в Габрово през 1884 година.
Баща му, Христо Груев Данов (или дядо Христо фелдшера) e от Клисура. Той е първи братовчед на книгоиздателя Христо Груев Данов. За да не ги бъркат поради еднаквите имена, двамата решават да направят промени: по-големият остава Христо Г. Данов, а по-малкият – Христо Груев. Христо учи медицина в Одеса и става фелдшер в Габрово, където се оженва за Радка от стария габровски род Попстоеви.
Радка, майката на Теофил Груев, е първа братовчедка на д-р Тота Венкова – първата българска лекарка (районната болница в Габрово носи нейното име). Тази среда, в която израства младият Теофил, естествено го насочва към медицината.
Първо той учи в известната Априловска гимназия в Габрово, а след това в Първа мъжка гимназия в Пловдив, където се изучават класически езици, необходими за бъдещата му професия. В Пловдив той живее в къщата на Христо Г. Данов, който му е и настойник. След това Теофил заминава да следва фармация в Женева. След дипломирането си през 1907 г. се завръща в България и основава аптека в Асеновград. След няколко години работа сам си спечелва пари, за да продължи да учи медицина в Женева. В Швейцария Груев завършва паралелно два факултета – медицина и естествени науки. Прекъсва образованието си само веднъж, за да участва като доброволец в Балканската война. Всеотдайната служба на младия офицер в полевите болници на фронта му донася два медала за храброст.
След второто си дипломиране в Женева д-р Груев получава предложение за работа в Швейцария, но отново се завръща в Пловдив. По това време той се оженва за Невена Савова от Панагюрище. Двамата имат три деца – Радка, Христо и Добрина.
Д-р Груев започва лекарската си практика в Държавната болница в Пловдив. Тук той прави първото кръвопреливане в България, описва редица болести в България и лечението им, а също прави и едно от първите медицински описания на българските извори с минерални води.
Новаторският му дух го насочва към най-новите постижения на медицинската техника за времето. През 1925 г. той отива да специализира Рентгенология в Париж, където един от професорите е великата Мария Кюри. След завръщането си д-р Груев закупува първия в България рентгено-скопичен апарат. Средствата за тази апаратура са събрани от множество видни пловдивчани и от Граждански клуб (на който д-р Т. Груев е активен член). За изключителната класа на този апарат (за времето си) може да се съди по факта, че такъв тип апарат (Кох&Щерцел), е изложен днес в музея на Рентген във Вюрцбург, Германия.
През 1928 г. д-р Груев е поканен за Директор на Католическата болница в Пловдив. На тази длъжност той остава до 1946 г. През това време при него идват за лечение много известни хора, включително и Йордан Йовков. Тук в Пловдив д-р Т. Груев обучава и редица бъдещи наши специалисти по вътрешни болести.
Д-р Груев дълги години е председател на Лекарския съюз в Пловдив и няколко пъти председателства Националния конгрес по медицина. След 1944 г. той продължава обществената си дейност, като издейства от тогавашната Дирекция на Народното Здраве в София, вторият Медицински факултет в България да бъде в Пловдив.
Идеята за откриване на висше учебно заведение в Пловдив назрява в града от десетилетия. На 21 януари 1945 г. излиза единственият и специален брой на вестник „Културен Пловдив“, посветен изцяло на каузата на бъдещия университет.
Изключително благоприятните условия за създаване на медицински факултет били представени в статия на д-р Теофил Груев в този брой. Зад него стояли бъдещите първостроители на Висшия медицински институт – педиатърът д-р Иван Вапцаров, интернистът д-р Антон Митов, д-р Любен Телчаров, патолог в Католическата болница.
Д-р Т. Груев лично поканва много от новите професори в Медицинския Факултет в Пловдив и първият академичен съвет на бъдещия Медицински университет се провежда в дома му на ул. Дондуков 5. На това събрание пословичният със скромността си д-р Груев отклонява предложението да бъде първи декан и предлага постът да се заеме от по-млад колега.
Децата на д-р Груев, бъдещите лекари д-р Христо Груев и д-р Добрина Груева-Табакова, са едни от първите студенти в новия факултет. След време следването им да бъде прекъснато за една година „по политически причини“. Независимо от това след дипломирането си и двамата стават уважавани лекари в Пловдив. Внуците също продължават хуманното начало – д-р Теофил Груев (младши)-младши е един от известните кардиолози в Пловдив, д-р Боряна Табакова-Хаджимаринова е дългогодишен педиатър, Невена Груева-Бонева е детска учителка, Славик Табаков е специалист по рентгенова техника, вицепрезидент на Международната организация по медицинска физика.
До края на живота с д-р Груев преглежда и лекува пациенти, много от които безплатно. Всеотдайната работа на д-р Теофил Груев за хората и за Пловдив се помнят от хиляди.
Той почива на 13 август 1959 г. Опелото му се води от стария му приятел – Патриарх Кирил, който идва специално за това.

### Принос в спасяването на българските евреи
Един интересен епизод от живота на д-р Груев е свързан със съдбовния март 1943 г. В нощта на депортацията на българските евреи в Пловдив д-р Груев научава, че всички еврейски семейства ги събират, за да ги изпращат нанякъде. Той отива на място и като не получава информация за причините за това събиране, решава да събуди и уведоми владиката Кирил, който му е приятел и пациент, и е известен с подкрепата си за евреите. Действията на Кирил през същата тази нощ алармират цар Борис III и той спира депортацията.